# 皇太妃
皇太妃，是中國、越南和日本尊封先代皇帝或天皇妃嬪或原為妃位的現任皇帝或天皇生母的位號，位次皇太后。歷史上第一位皇太妃是東晉晉哀帝、晉廢帝的生母周貴人。

## 中國

### 明代以前
皇太妃這一尊號一般僅限於尊封非皇后出身的帝母。繼任君王沒有義務與責任要尊封君王的其他遺孀為皇太妃。自東晉周太妃以後，歷代多有延用皇太妃一號。妾妃所生的兒子登基為新任君王，母以子貴，本該以帝母之尊登位皇太后，但在中國的宗法制度中，嫡庶有嚴格的區別，當先帝嫡妻皇后在世，現任皇帝只能尊嫡母為皇太后，也因此這些非皇后出身的帝母只能屈尊於皇太妃一位。部分皇太妃在先帝嫡妻去世後，又被尊為皇太后、太皇太后。以下列出明以前歷代皇太妃：

#### 晉
- 章皇太妃周氏，晉成帝貴人，晉哀帝、晉廢帝生母。晉朝家法不容許妃嬪母以子貴登位太后，晉哀帝嬸母褚蒜子仍為皇太后。周貴人只尊皇太妃，她也是中国第一位皇太妃。
- 文皇太后李陵容，东晋简文帝司马昱後宮，晋孝武帝生母。出身微賤，未獲丈夫任何封號，孝武帝登基後，尊封生母李陵容为淑妃，又进为贵人、夫人、皇太妃，仪服与太后相同。後尊為皇太后、太皇太后。

#### 南北朝
- 皇太妃陳妙登，南朝宋明帝劉彧嬪妃，廢帝劉昱生母。劉昱即位后，由于嫡母王貞風健在，陳妙登不稱太后，只尊皇太妃，尊荣与东晋的皇太妃李陵容相当。劉昱被杀之后，降为苍梧王太妃。
- 皇太妃陳法容，南朝宋明帝昭華，宋順帝生母（一說養母）。明帝駕崩後，陳法容晉為安成王太妃。順帝即位后，陳法容再晉為皇太妃。順帝禪位后被南朝齐封为汝阴王，降稱汝阴王太妃。
- 先太妃王氏，北魏先帝元羽妾室，节闵帝元恭生母。531年，元恭被拥立为皇帝，追尊父亲元羽为先帝，母亲王氏为先太妃。
- 武穆后冯氏，北魏武穆帝元怀妻，孝武帝元修嫡母。元修登基封为皇太妃。永熙二年正月丁巳（533年3月9日）由皇太妃追尊为武穆后。

- 皇太妃李氏，北魏武穆帝元怀妾，孝武帝元修生母。元修嫡母冯皇太妃追尊为武穆后，追尊李氏为皇太妃。

- 孝皇太妃曹氏，西梁宣帝貴嬪，明帝萧岿生母，梁明帝嗣位，尊封嫡母王皇后為皇太后，生母曹贵嫔为皇太妃。

#### 五代十國
- 翊聖皇太妃徐氏，即前蜀花蕊夫人。前蜀高祖王建淑妃。后主王衍姨母，王建死后，因其姐顺圣太后为嗣皇帝生母，尊为皇太妃。
- 皇太妃劉氏，後唐太祖李克用正妻。後唐莊宗李存勗稱帝後，冊生母曹氏為皇太后，嫡母劉氏僅冊為皇太妃，違背了尊嫡母為皇太后的制度。
- 皇太后劉氏，後晉憲祖妾，後晉高祖石敬瑭庶母。天福二年（937年），高祖尊為太妃，不加皇字。天福七年（942年）五月，高祖病重，下詔晉尊為皇太妃。出帝石重贵尊皇祖母为皇太后。
- 皇太妃安氏，後晉宋王石敬儒妻，出帝石重貴之生母。後晉高祖石敬瑭去世後，侄出帝即位，尊伯母李皇后为皇太后。生母秦國夫人安氏雖為正妻，僅為皇太妃。
- 皇太妃趙氏，南汉开国皇帝劉龑昭仪，殇帝刘弘度生母。殇帝继位，此時其嫡母馬皇后已去世，但劉弘度僅尊母亲为皇太妃。

#### 宋遼
- 皇太妃蕭胡辇，承天皇太后蕭綽之姐，辽穆宗胞弟钦靖皇太叔耶律罨撒葛之妻。辽圣宗时為皇太妃。
- 章惠皇后楊氏，宋真宗淑妃，因抚育宋仁宗有功，尊为皇太妃，章獻劉太后遺詔又尊为皇太后。
- 欽成皇后朱氏，宋神宗德妃、宋哲宗生母。宋朝家法不容許并立皇太后，因此哲宗只能尊嫡母向皇后为太后，生母朱德妃生前只尊为聖瑞皇太妃，逝世后才追封为钦成皇后。
- 欽慈皇后陳氏，宋神宗美人、宋徽宗生母。宋徽宗登基後，陳氏已經去世，因向太后仍在世，僅追尊生母為皇太妃。建中靖國元年（1101年），正月, 向太后崩，遺命尊為皇太后，諡欽慈皇后。

### 明朝
明朝允許兩宮太后並立，皇帝的嫡母與生母並尊為太后。僅正式尊封有一位皇太妃，是在皇太后缺位的情况下，尊封在朝廷和後宮具有威望的妃嫔為皇太妃，代掌皇太后印璽。
| 皇帝   | 关系   | 谥号           | 姓名 | 尊号       | 丈夫   | 生卒年份      | 陵墓       | 备注 |
| ------ | ------ | -------------- | ---- | ---------- | ------ | ------------- | ---------- | ---- |
| 明熹宗 | 庶祖母 | 宣懿康昭皇太妃 | 刘氏 | 刘昭皇太妃 | 明神宗 | 1599年—1665年 | 李皇贵妃墓 |      |
| 明思宗 | 庶祖母 | 宣懿康昭皇太妃 | 刘氏 | 刘昭皇太妃 | 明神宗 | 1599年—1665年 | 李皇贵妃墓 |      |

### 清朝
清承明制，允許兩宮太后並立，但在乾隆以後，對皇太妃的尊封大量增加。普遍而言，本身在朝廷或後宮具有威望，或是曾對新任君王有輔育之恩（如溫惠皇貴太妃），又或者是子女在朝有功績的先皇遺孀，以及一部分享有高壽的先皇遺孀（如皇考裕貴太妃），都能夠被尊為太妃。故而清朝皇太妃数量众多，更有皇贵太妃、贵太妃、太妃三等。不過在民國初年的遜清小朝廷中，皇贵太妃名號變得浮濫，同治、光緒兩位皇帝的所有在世的遺孀都獲得了皇贵太妃名號，是所謂四大太妃，並在隆裕太后逝世後居皇室與內宮的主導地位。
| 皇帝   | 关系     | 谥号       | 姓名         | 尊号             | 丈夫     | 生卒年份       | 陵墓         | 备注                      |
| ------ | -------- | ---------- | ------------ | ---------------- | -------- | -------------- | ------------ | ------------------------- |
| 康熙帝 | 庶曾祖母 | 壽康太妃   | 博尔济吉特氏 | 皇祖寿康太妃     | 努尔哈赤 | 1599年—1665年  | 福陵         |                           |
| 乾隆帝 | 庶祖母   | 悫惠皇贵妃 | 佟佳氏       | 皇祖寿祺皇贵太妃 | 康熙帝   | 1668年—1743年  | 景陵双妃园寝 |                           |
| 乾隆帝 | 庶祖母   | 惇怡皇貴妃 | 瓜尔佳氏     | 温惠皇贵太妃     | 康熙帝   | 1683年—1768年  | 景陵双妃园寝 |                           |
| 乾隆帝 | 庶祖母   | 顺懿密妃   | 王氏         | 皇祖顺懿密太妃   | 康熙帝   | 17世纪—1744年  | 景陵妃园寝   |                           |
| 乾隆帝 | 庶祖母   | 纯裕勤妃   | 陈氏         | 皇祖纯裕勤太妃   | 康熙帝   | 17世纪—1754年  | 景陵妃园寝   |                           |
| 乾隆帝 | 庶母     | 纯悫皇贵妃 | 耿氏         | 皇考裕皇贵太妃   | 雍正帝   | 1689年－1784年 | 泰陵妃园寝   |                           |
| 嘉庆帝 | 庶母     | 颖贵妃     | 巴林氏       | 颖贵太妃         | 乾隆帝   | 1731年—1800年  | 裕陵妃园寝   |                           |
| 嘉庆帝 | 庶母     | 婉贵妃     | 陈氏         | 婉贵太妃         | 乾隆帝   | 1716年—1807年  | 裕陵妃园寝   | 寿92岁                    |
| 道光帝 | 庶祖母   | 晋妃       | 富察氏       | 皇祖晋太妃       | 乾隆帝   | 1716年—1807年  | 裕陵妃园寝   |                           |
| 咸丰帝 | 庶祖母   | 恭顺皇贵妃 | 钮祜禄氏     | 皇祖如皇贵太妃   | 嘉庆帝   | 1787年—1860年  | 昌陵妃园寝   |                           |
| 咸丰帝 | 养母     | 孝静成皇后 | 博尔济吉特氏 | 皇考康慈皇贵太妃 | 道光帝   | 1812年－1855年 | 慕东陵       | 弥留尊为太后              |
| 咸丰帝 | 庶母     | 庄顺皇贵妃 | 乌雅氏       | 皇考琳贵太妃     | 道光帝   | 1822年－1866年 | 慕东陵       | 光绪帝生祖母 溥仪生曾祖母 |
| 同治帝 | 庶祖母   | 庄顺皇贵妃 | 乌雅氏       | 皇祖琳皇贵太妃   | 道光帝   | 1822年－1866年 | 慕东陵       | 光绪帝生祖母 溥仪生曾祖母 |
| 光绪帝 | 庶养母   | 莊静皇贵妃 | 他他拉氏     | 皇考麗皇貴太妃   | 咸丰帝   | 1837年－1890年 | 定陵妃园寝   | 墓在妃园寝首排正中        |
| 溥仪   | 庶祖母   | 端恪皇贵妃 | 佟佳氏       | 祺皇贵太妃       | 咸丰帝   | 1844年－1910年 | 定陵妃园寝   | 唯一历经五朝的太妃        |
| 溥仪   | 庶伯母   | 恭肃皇贵妃 | 阿鲁特氏     | 庄和皇贵太妃     | 同治帝   | 1857年—1921年  | 惠陵妃园寝   | 称四大太妃                |
| 溥仪   | 庶伯母   | 献哲皇贵妃 | 赫舍里氏     | 敬懿皇贵太妃     | 同治帝   | 1856年—1932年  | 惠陵妃园寝   | 称四大太妃                |
| 溥仪   | 庶伯母   | 敦惠皇贵妃 | 西林觉罗氏   | 荣惠皇贵太妃     | 同治帝   | 1856年—1933年  | 惠陵妃园寝   | 称四大太妃                |
| 溥仪   | 庶养继母 | 温靖皇贵妃 | 他他拉氏     | 端康皇贵太妃     | 光绪帝   | 1873年—1924年  | 崇陵妃园寝   | 称四大太妃                |

## 越南

### 阮朝之前
阮朝之前一般只有妃嬪出身的帝母尊為皇太妃。雖然有些妃嬪出身的帝母死後追尊為皇太后，但生前只能尊為皇太妃。例如越南李仁宗之元妃、李聖宗的生母倚蘭夫人黎氏，以及陳朝陳英宗之妃、陳明宗生母徽思皇妃陳氏，在兒子登基後都只尊為皇太妃，死後才追尊為皇太后。

### 阮朝
自明命帝起，皇帝後宮不立皇后，只封妃嬪，以皇貴妃為正室，死後追尊為皇后，而新帝生母則被尊為皇太妃。例如，紹治帝之子協和帝剛剛被擁立時，曾尊其生母端嬪張氏慎為皇太妃。協和帝被廢後，端嬪的皇太妃稱號也被剝奪。建福帝繼位後尊其嫡母謙皇后武氏諧為皇太后，養母學妃阮氏香為皇太妃，直到同慶帝繼位後才廢除了學妃的皇太妃稱號。同慶帝的正室阮有氏嫻封為皇貴妃，而繼同慶帝位的是和嬪楊氏熟之子啟定帝，啟定帝登基後把嫡母尊為皇太后，生母尊為皇太妃，後來才再尊為皇太后。

## 日本
日本皇室在醍醐天皇以前，只有皇后所出之子，才能在登基後尊生母為皇太后。若妃、親王妃、王妃所出之子登基為天皇，只能稱皇太妃而非皇太后。自醍醐天皇尊養母藤原溫子皇太夫人、並授予中宮職的承職後，即使非皇后所出之子，也能尊生母為皇太后。